# Pleurothallis sannio
Pleurothallis sannio är en orkidéart som beskrevs av Carlyle August Luer och Rodrigo Escobar. Pleurothallis sannio ingår i släktet Pleurothallis och familjen orkidéer. Inga underarter finns listade i Catalogue of Life.